# Anastazije III., protupapa
Protupapa Anastazije III.,  katolički protupapa 855. godine. 